# Вишеградска Бања
Вишеградска Бања је насељено мјесто у општини Вишеград, Република Српска, БиХ. Према попису становништва из 1991. у насељу је живјело 19 становника.

## Становништво
| Националност | 1991.       | 1981. | 1971. | 1961. |
| Срби         | 15 (78,95%) |       |       |       |
| Муслимани    | 4 (21,05%)  |       |       |       |
| Укупно       | 19          | '     | '     | '     |

| Демографија | Демографија | Демографија |
| Година      | Становника  | Становника  |
| ----------- | ----------- | ----------- |
| 1961.       | 12          |             |
| 1971.       | 1           |             |
| 1981.       | 15          |             |
| 1991.       | 19          |             |

## Бања Вилина Влас
Вишеградска Бања је балнеолошко љечилиште у Подрињу, од Вишеграда удаљено неколико километара. Користи минералну воду, температуре 34° C, лијечи реуматична обољења, неуралгије и др. Модеран хотел који се зове „Вилина Влас“ саграђен је 1982. године.

## Галерија
- Српска православна црква у Вишеградској Бањи
- Поглед на водопад, Вишеградска бања
- вишеградска бања - шумски комплекс
- Вишеградска бања - шумски комплекс 1
- Вишеградска бања - шумски комплекс 2
- Вишеградска бања - шумски комплекс 3
- Вишеградска бања - шумски комплекс 4
- Вишеградска бања - шумски комплекс 5
- Вишеградска бања - шумски комплекс 6